# Індекс (економіка)
У статистиці, економіці та фінансах індекс — це статистичний показник зміни репрезентативної групи окремих точок даних. Ці дані можуть бути отримані з будь-якої кількості джерел, включаючи показники компанії, ціни, продуктивність і зайнятість. Економічні індекси відображають економічний стан з різних точок зору.
Впливові світові фінансові індекси, такі як Global Dow і NASDAQ Composite, характеризують ефективність вибраних великих і потужних компаній, щоб оцінити та передбачити економічні тенденції . Промисловий індекс Доу-Джонса та S&P 500 в основному характеризують ринки США, хоча  в них включені деякі старі міжнародні компанії.  Індекс споживчих цін показує зміну цін на різні споживчі товари та послуги з  плином часу у постійному географічному розташуванні та є невід’ємною частиною розрахунків, які використовуються для коригування зарплат, процентних ставок за облігаціями та податкових порогів для інфляції.
Індекс дефлятора ВВП, або реальний ВВП, вимірює рівень цін на абсолютно нові кінцеві товари та послуги внутрішнього виробництва в економіці.  Індекси ефективності ринку включають індекс ринку праці/індекс зайнятості та власні інвестиційні інструменти фондового ринку, які пропонують брокерські компанії .
Деякі індекси відображають коливання ринку. Наприклад, Economist надає індекс Big Mac, який виражає скориговану вартість поширеного у всьому світі Бігу Маку у відсотковому відношенні до вартості Біг Мака у США в доларах США (приблизно: $3,57).  Найменша відносна ціна на Біг Мак спостерігається в Гонконзі (1,71 долара США), що на 52% нижче ціни у США. Такі індекси можна використовувати для прогнозування вартості валюти.

## Індексні номери
Індексне число — це показник економічних даних, що відображає ціну або величину у порівнянні зі стандартною чи базовою величиною.   Базова величина зазвичай дорівнює 100, а індексне число зазвичай виражається як відношення до неї, помножене на 100. Наприклад, якщо в 1970 році товар коштував удвічі дорожче, ніж у 1960 році, його індексне число буде 200 відносно 1960 року. Індексні числа використовуються для порівняння ділової активності, вартості життя та зайнятості . Вони дозволяють економістам скоротити громіздкі розрахунки з економічних даних до легко зрозумілих цифр..
В економіці індексі числа зазвичай є часовими рядами, що підсумовують зміни в групі пов’язаних змінних. Найвідомішим індексом є індекс споживчих цін, який вимірює зміни роздрібних цін, які сплачують споживачі. Крім того, індекс вартості життя (COLI) — це індексне число цін, яке вимірює відносну вартість життя з плином часу. 
Деякі індекси не є часовими рядами. Просторові індекси підсумовують ціни на нерухомість, або забрудненість навколишнього середовища, або доступність послуг у різних географічних точках Індекси також використовують . Індекси також можна використовувати для узагальнення порівнянь розподілу даних у категоріях. Наприклад, порівняння паритету купівельної спроможності валют часто будуються за допомогою індексів.
Значна частина економічного аналізу, стосується побудови індексів, бажаних властивостей індексів і зв’язку між індексами та економічною теорією.

### Проблема наповнення індексу
Проблема наповнення індексу — це термін, який використовують економісти для опису обмежень статистичної індексації, коли вона використовується як вимірювання зростання вартості життя. 
Наприклад, в індексі споживчих цін «ринковому кошику» базового року присвоюється індекс 100. У 2019 році, якщо ціна ринкового кошика становитиме 55, а наступного року, у 2020 році, кошик подвоїться, тоді індекс підвищиться до 200. Це робиться шляхом виконання простого розрахунку: ділення новорічної ринкової ціни кошика на ціну базисного року (інакше відомого як базовий рік), а потім множення частки на 100.
Хоча індекс споживчих цін є звичайним методом вимірювання інфляції, він не відображає того, як зміни цін безпосередньо впливають на ціни товарів і послуг. Він або занижує, або завищує зростання вартості життя. Це обмеження індекса споживчих цін, яке описується як проблема числа індексу.
Теоретично ідеального вирішення цієї проблеми немає. На практиці для індексів роздрібних цін «кошик товарів» оновлюється поступово кожні кілька років, щоб відобразити зміни. Тим не менш, факт залишається фактом, що багато економічних індексів, отриманих у довгостроковій перспективі, насправді неможливо корректно порівнянняти, і це проблема, яку досліджує економічна історія .

## Індекси
Постачальник: Dow Jones
- Промисловий індекс Dow Jones

Постачальник: Standard & Poor's
- S&P 500
- S&P 400
- S&P 600
- S&;P 1500
- S&P/ASX 200
- Композитний індекс S&P/TSX
- S&P Global 1200
- Спеціальна група індексів S&P
- S&P індекс залучених кредитів
- Індекс Кейса–Шиллера

Постачальник: Russell Investments
- Індекс Russell 1000
- Індекс Рассела 2000
- Індекс Russell 3000
- Індекс Рассела Мідкепа
- Індекс Russell Microcap
- Глобальний індекс Рассела
- Індекс, розроблений Расселом
- Європейський індекс Рассела
- Азіатсько-Тихоокеанський індекс Рассела
- Індекс Russell Emerging Markets Index

Постачальник: FTSE Group
- Індекс FTSE 100
- Індекс FTSE 250
- Індекс FTSE 350
- Індекс FTSE AIM UK 50
- FTSE All-Share Index
- FTSE/Athex Large Cap
- Індекс FTSE Bursa Malaysia
- FTSE Fledgling Index
- Середня капіталізація FTSE Italia
- FTSE MIB
- Індекс FTSE SmallCap
- FTSE techMARK 100
- Індекс FTSE4Good
- Індекс FTSEurofirst 300

Постачальник: STOXX Limited
- ЄВРО STOXX 50
- STOXX Європа 50
- STOXX Європа 600
- STOXX Global 1800

Постачальник: Morgan Stanley Capital International
- Світовий індекс MSCI
- Індекс MSCI EAFE (Європа, Австралазія та Далекий Схід).

Постачальник: Бомбейська фондова біржа
- BSE SENSEX

Постачальник: Reuters
- Reuters-CRB Commodities Index

Постачальник: Markit
- ABX
- CDX / iTraxx
- CMBX

Постачальник: Historic Automobile Group
- Індекс HAGI Top

Постачальник: CRYX
- CRYX5
- CRYX10
- CRYX25
- CRYX50
- CRYX100

## Додаткові матеріали
- Робін Марріс, Економічна арифметика, (1958).

## Зовнішні посилання
| - Humboldt Economic Index - S&P Indices - Lars Kroijer | - SG Index - Dow Jones Indexes |